# Bernard Goffinet
Bernard Goffinet (født 18. maj 1966) er en biolog ansat ved University of Connecticut i USA, der forsker i systematik og økologi inden for mosser, svampe, hornblade og laver. Bernard Goffinet opdaterer løbende en hjemmeside med en klassifikation af mosser, der støtter sig på fylogenetik og molekylærbiologisk forskning.
Bernard Goffinet fik sin første uddannelse indenfor biologi ved universitet i Liège, Belgien i 1989 og fuldførte en Ph.d. ved University of Alberta, Canada i 1997 . Siden 1999 har han undervist og forsket ved University of Connecticut . Han er
medredaktør af tidsskriftet The Bryologist udgivet af The American Bryological and Lichenological Society.
Bernard Goffinet er medforfatter til mange botaniske artikler. Han har bl.a. interesseret sig for udviklingen af sporespredning vha. insekter hos møg-mosser (Splachnaceae), evolutionen af levermossernes arvemasse samt for fylogenetikken af modelplanten Bulet Muddermos (Physcomitrella patens).
Goffinet er standardforkortelsen (autornavnet) i forbindelse med et botanisk navn. Det er f.eks. en del af autornavnet for Rhizogoniales.

## Udgivelser
- Bernard Goffinet, Ricardo Rozzi, Lily Lewis, William Buck, Francisca Massardo. Miniature Forests of Cape Horn: Ecotourism with a Hand Lens, University of North Texas Press; 2nd edition 2012. ISBN 978-1-57441-448-6
- Bernard Goffinet, A. Jonathan Shaw. Bryophyte Biology, Cambridge University Press; 2nd edition 2008. ISBN 978-0-521-69322-6
- Alain Vanderpoorten, Bernard Goffinet. Introduction to Bryophytes, Cambridge University Press; 2009. ISBN 978-0-521-70073-3
- Buck, W. R. & Goffinet, B. (2000) Morphology and classification of mosses. pp. 71-123 in Shaw, A. J. & B. Goffinet (eds.) Bryophyte Biology, 1st ed. Cambridge University Press. ISBN 0-521-66097-1
- Buck, W. R., Cox, C. J., Shaw, J., Goffinet, B. (2004) Ordinal relationships of pleurocarpous mosses, with special emphasis on the Hookeriales. Systematics and Biodiversity 2: 121-145.
- Goffinet, B. & Buck, W. R. (2004) Systematics of the Bryophyta (Mosses): From molecules to a revised classification. Monographs in Systematic Botany [Molecular Systematics of Bryophytes] 98: 205–239. ISBN 1-930723-38-5
- Goffinet, B., Shaw, A. J., Cox, Wickett, N. J. & Boles, S. B. (2004) Phylogenetic inferences in the Orthotrichoideae (Orthotrichaceae, Bryophyta) based on variation in four loci from all genomes. Monogr. Syst. Bot. Missouri Bot. Gard. 98: 270–289.
- Goffinet, B. Buck, W. R. & Shaw, A. J. (2008) Morphology and Classification of the Bryophyta. pp. 55-138 in Goffinet, B. & J. Shaw (eds.) Bryophyte Biology, 2nd ed. Cambridge University Press.
- Goffinet, B. Buck, W. R. & Shaw, A. J. (2012) Classification of the Bryophyta (efter Goffinet, Buck, & Shaw, 2008)